# Richard Schodde
Richard Schodde, né le 23 septembre 1936, est un botaniste et ornithologue australien.

## Biographie
Schodde a fait ses études supérieures à l'université d'Adélaïde où il a obtenu son doctorat en 1970. Pendant les années 1960, il travailla à la Division of Land Research and Regional Survey du CSIRO et en Papouasie-Nouvelle-Guinée. De 1970 à 1998, il fut directeur de l'Australian National Wildlife Collection (ANWC) à la Division of Wildlife and Ecology du CSIRO, après quoi il devint chercheur universitaire. Pendant ce temps, il dirigea des enquêtes sur la flore et la faune qui ont contribué à la création du parc national de Kakadu et au classement des Tropiques humides du Queensland comme premier site australien du Patrimoine mondial de l'UNESCO. Ses travaux ont abouti à la collecte de près de 50 000 échantillons pour l'ANWC, ainsi que 15 000 échantillons de tissus congelés pour les études moléculaires.
Schodde a également été un membre correspondant de l'American Ornithologists' Union, président de la commission permanente de la Nomenclature ornithologique du Comité ornithologique international et animateur de colloques sur l'origine et l'évolution des oiseaux australasiens aux Congrès ornithologiques internationaux de 1974 à 1990.

## Principales publications
- 1975 – Interim list of Australian songbirds: Passerines. RAOU: Melbourne.
- 1980 – Nocturnal Birds of Australia. (With Ian J. Mason. Illustrations by Jeremy Boot). Lansdowne Editions: Melbourne. Whitley Medal 1981).
- 1982 – The Fairy-Wrens. a Monograph of the Maluridae. (Illustrations par Richard Weatherly). Lansdowne Editions: Melbourne.  (ISBN 0701810513). Whitley Medal 1982).
- 1983 – A Review of Norfolk Island Birds: Past and Present. (avec P. Fullagar and N. Hermes). ANPWS Special Publication No.8.
- 1988 – Reader's Digest Complete Book of Australian Birds. (Coeditor of 2d edition with Sonia Tidemann). Reader's Digest: Sydney.  (ISBN 0-949819-99-9)
- 1997 – Zoological Catalogue of Australia: Aves (Columbidae to Coraciidae) v. 37. 2. (Avec Ian J. Mason). CSIRO Publishing.  (ISBN 0643060375)
- 1998 – CSIRO List of Australian Vertebrates: A Reference with Conservation Status. (Avec M. Stanger, M Clayton, I. Mason and J. Wombey). CSIRO Publishing.  (ISBN 0643062564)
- 1999 – The Directory of Australian Birds: Passerines. A taxonomic and zoogeographic atlas of the biodiversity of birds of Australia and its territories. CSIRO Publishing.  (ISBN 0-643-06456-7)
- 2006 – Proceedings of the 23rd International Ornithological Congress, Beijing, August 2002. (General editor). Acta Zoologica Sinica, Vol.52, Supplement. Science Press: Beijing.
- 2006 – The Encyclopedia of Birds. A Complete Visual Guide. (Avec Fred Cooke). Fog City Press.  (ISBN 1740893557)

Schodde est l’abréviation botanique standard de Richard Schodde.
Consulter la liste des abréviations d'auteur en botanique ou la liste des plantes assignées à cet auteur par l'IPNI, la liste des champignons assignés par MycoBank, la liste des algues assignées par l'AlgaeBase et la liste des fossiles assignés à cet auteur par l'IFPNI.